# Zlatoplodovité

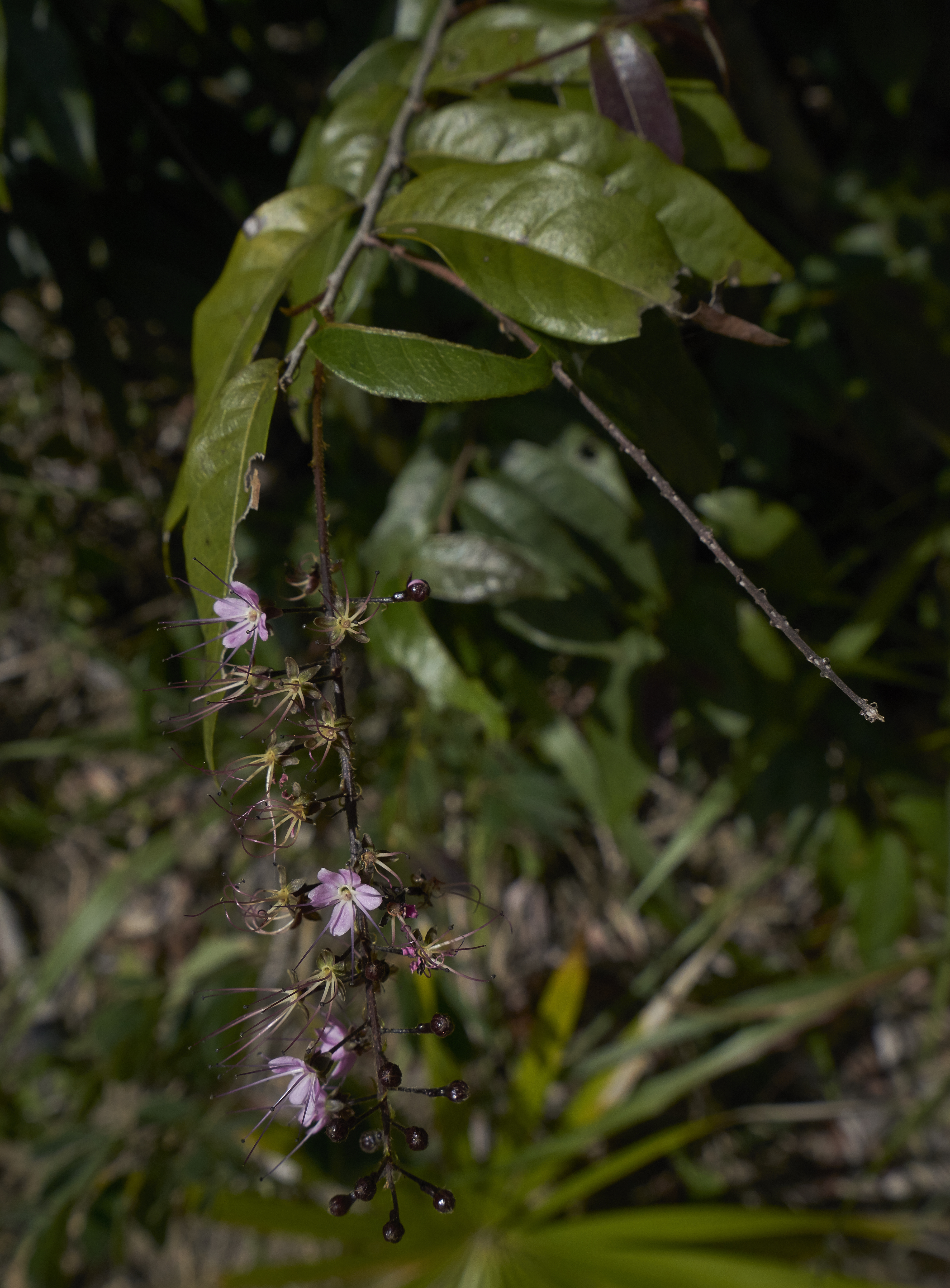
Hirtella racemosa

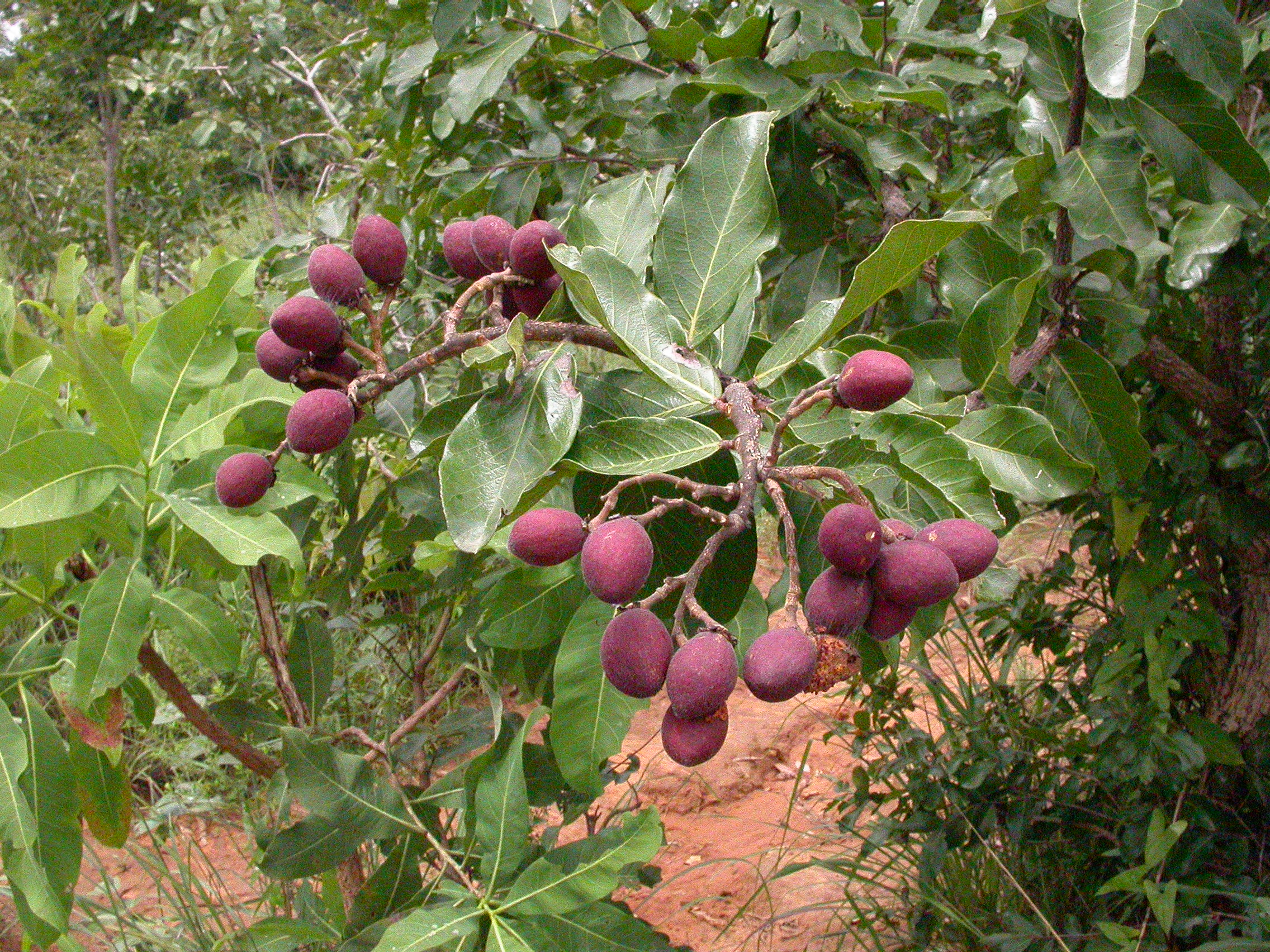
Maranthes polyandra

Zlatoplodovité (Chrysobalanaceae) je čeleď vyšších dvouděložných rostlin z řádu malpígiotvaré (Malpighiales).

## Charakteristika
Stromy nebo výjimečně i keře. Borka je obvykle hladká a tenká, charakteristickým znakem čeledi je měkká červenavá vnitřní vrstva kůry, která má při promnutí mezi prsty zřetelně zrnitou strukturu. Listy jsou jednoduché, střídavé, se zpeřenou žilnatinou. Palisty jsou drobné nebo velké a nápadné, často opadavé. Časté jsou žlázky na řapíku nebo na horní straně listů. Květenství jsou různých typů, úžlabní, vrcholová nebo vyrůstající z kmene (kauliflorie). Květy jsou pravidelné nebo souměrné, oboupohlavné. Kalich je složen z 5 lístků.
Koruna je pětičetná, plátky jsou volné, výjimečně je koruna redukovaná nebo chybí. Počet tyčinek je různý od 3 až po velmi mnoho. Semeník je svrchní, tvořený jediným (výjimečně 3) plodolistem, s 1 nebo 2 komůrkami. Plodem je suchá nebo dužnatá peckovice s 1 nebo výjimečně se 2 semeny.

## Rozšíření
Čeleď zlatoplodovité je jednou z nápadných a důležitých tropických stromových čeledí. Je rozšířená v tropech celého světa. Zahrnuje asi 500 druhů v 17 až 18 rodech, největší druhová pestrost je v tropické Americe. Největším rodem je Licania (220 druhů). Rody Maranthes, Licania a Parinari mají pantropické rozšíření.
Převážná většina druhů se vyskytuje v nížinném deštném lese v malých nadmořských výškách, často na zaplavovaných půdách. V mnohých oblastech (např. v Amazonii) tvoří důležitou součást stromového patra.

## Ekologické interakce
Chrysobalanaceae jsou opylovány celou řadou opylovačů. Drobnokvěté rody (Chrysobalanus, Parinari, Licania aj.) jsou nejčastěji opylovány drobnými včelami. Druhy rodu Couepia rozkvétají na noc a jsou opylovány lišaji nebo netopýry. Rod Hirtella je nejčastěji opylován motýly, druh Hirtella rugosa má převislé červené květy a je opylován kolibříky.
Semena z dužnatých plodů jsou šířena ptáky, savci včetně netopýrů a u některých pobřežních druhů rodu Licania dokonce i rybami.
Některé druhy rodu Hirtella mají na vrcholu řapíku domatia obývaná mravenci rodů Allomerus,
Azteca a Solenopsis.

## Taxonomie
Jedná se o jasně vyhraněnou a monofyletickou čeleď, která byla ovšem v minulosti řazena různými taxonomy do různých řádů: růžotvaré (Rosales), čajovníkotvaré (Theales) nebo i do samostatného řádu Chrysobalanales. Podle kladogramů taxonomické skupiny APG je sesterskou skupinou čeleď Euphroniaceae.

## Zástupci
- grangerie (Grangeria)
- hirtela (Hirtella)
- likánie (Licania)
- parinari (Parinari)
- vraskoň (Acioa)
- zlatoplod (Chrysobalanus)[1]

## Význam
Plody mnohých druhů jsou jedlé a jsou sbírány místním obyvatelstvem jako ovoce, zvláště rody Couepia a Parinari. Chrysobalanus icaco je ovoce známé ve Venezuele a Kolumbii pod jménem icacos. Z masivních děloh semen druhů Acioa edulis a Couepia longipendula je lokálně vyráběn kuchyňský olej. Některé druhy rodu Licania poskytují vysýchavý olej použitelný v malířství. Dřevo Chrysobalanaceae, obsahující křemičitá zrnka, je velmi obtížně opracovatelné a má široké pole využití.
Je odolné proti termitům i proti sášni lodní.

## Seznam rodů
Acioa, Afrolicania, Angelesia, Atuna, Bafodeya, Chrysobalanus, Couepia, Dactyladenia, Exellodendron, Gaulettia, Grangeria, Hirtella, Hunga, Kostermanthus,
Licania, Magnistipula, Maranthes, Neocarya, Parastemon, Parinari